# Élections sénatoriales de 2017 dans l'Essonne
Les élections sénatoriales dans l'Essonne ont eu lieu le dimanche 24 septembre 2017. Elles avaient pour but d'élire les sénateurs représentant le département au Sénat pour un mandat de six années.

## Contexte départemental
Lors des élections sénatoriales de 2011 dans l'Essonne, cinq sénateurs ont été élus selon un mode de scrutin proportionnel : un EELV, deux PS et deux UMP. Depuis, tous les effectifs du collège électoral des grands électeurs ont été renouvelés, avec les élections législatives de 2017, les élections régionales de 2015, les élections départementales de 2015 et les élections municipales de 2014.

## Sénateurs sortants
| Sénateur | Sénateur            | Parti | Fonctions lors de l'élection en 2011             |
| -------- | ------------------- | ----- | ------------------------------------------------ |
|          | Michel Berson       | PS    | Conseiller général                               |
|          | Claire-Lise Campion | PS    | Sénatrice sortante, conseillère générale         |
|          | Jean-Vincent Placé  | PE    | Vice-président du conseil régional               |
|          | Vincent Delahaye    | UDI   | Maire de Massy, président de la CA Europ'Essonne |
|          | Serge Dassault      | LR    | Sénateur sortant                                 |

## Présentation des listes et des candidats
Les nouveaux représentants sont élus pour une législature de 6 ans au suffrage universel indirect par les 2 541 grands électeurs du département. Dans l'Essonne, les sénateurs sont élus au scrutin proportionnel plurinominal. Leur nombre reste inchangé, cinq sénateurs sont à élire et sept candidats doivent être présentés sur la liste pour qu'elle soit validée. Chaque liste de candidats est obligatoirement paritaire et alterne entre les hommes et les femmes. Plusieurs listes seront déposées dans le département. Elles sont présentées ici dans l'ordre de leur dépôt à la préfecture et comportent l'intitulé figurant aux dossiers de candidature.

### «L'Essonne au cœur» (divers droite)
| N° | Candidats | Candidats          | Parti | Principale fonction                                                              |
| -- | --------- | ------------------ | ----- | -------------------------------------------------------------------------------- |
| 01 |           | Geneviève Colot    | LR    | Maire de Saint-Cyr-sous-Dourdan, ancienne députée                                |
| 02 |           | Michel Peltier     | DVD   | Adjoint au maire de Brétigny-sur-Orge                                            |
| 03 |           | Christine Dubois   | LR    | Maire de Mauchamps                                                               |
| 04 |           | Raymond Raphael    | LR    | Conseiller municipal d'Orsay                                                     |
| 05 |           | Michèle Modlin     | DVD   | Vice-présidente de la CA de l'Étampois Sud-Essonne Maire de Saint-Cyr-la-Rivière |
| 06 |           | Jean-Pierre Moulin | DVD   |                                                                                  |
| 07 |           | Élodie Corona      | DVD   |                                                                                  |

### Bleu marine pour la défense de nos communes et de nos départements (Front national)
| N° | Candidats | Candidats        | Parti | Principale fonction                                              |
| -- | --------- | ---------------- | ----- | ---------------------------------------------------------------- |
| 01 |           | François Hélie   | FN    | Conseiller municipal à Étréchy                                   |
| 02 |           | Audrey Guibert   | FN    | Conseillère régionale Conseillère municipale de Savigny-sur-Orge |
| 03 |           | Alain Buffle     | FN    | Conseiller municipal d'Arpajon                                   |
| 04 |           | Valérie Girard   | FN    | Conseillère municipale de Mennecy                                |
| 05 |           | Philippe Echevin | FN    | Conseiller municipal à Étréchy                                   |
| 06 |           | Vanessa Juille   | FN    | Conseillère régionale Conseillère municipale d'Arpajon           |
| 07 |           | Alain Bertrand   | FN    | Conseiller municipal à Saint-Germain-lès-Arpajon                 |

### Libres et indépendants pour l'Essonne (UDI)
| N° | Candidats | Candidats                    | Parti | Principale fonction                                                   |
| -- | --------- | ---------------------------- | ----- | --------------------------------------------------------------------- |
| 01 |           | Vincent Delahaye             | UDI   | Sénateur sortant, maire de Massy                                      |
| 02 |           | Jocelyne Guidez              | UDI   | Présidente de la CC Le Dourdannais en Hurepoix, maire de Saint-Chéron |
| 03 |           | Jean-Philippe Dugoin-Clément | UDI   | Conseiller régional, maire de Mennecy                                 |
| 04 |           | Aurélie Troubat              | UDI   | Adjointe au maire de Viry-Châtillon                                   |
| 05 |           | Michaël Damiati              | DVD   | Maire de Crosne                                                       |
| 06 |           | Christine Bourreau           | DVD   | Maire de Chalo-Saint-Mars                                             |
| 07 |           | Thierry Lafon                | DVD   | Maire de Lisses                                                       |

### «Engagés pour l'Essonne» (Les Républicains)
| N° | Candidats | Candidats            | Parti | Principale fonction                                        |
| -- | --------- | -------------------- | ----- | ---------------------------------------------------------- |
| 01 |           | Jean-Raymond Hugonet | LR    | Conseiller régional, maire de Limours                      |
| 02 |           | Laure Darcos         | LR    | Conseillère départementale                                 |
| 03 |           | Patrick Imbert       | LR    | Vice-président du conseil départemental                    |
| 04 |           | Nicole Poinsot       | LR    | Conseillère départementale                                 |
| 05 |           | Stéphane Beaudet     | LR    | Vice-président du conseil régional, maire de Courcouronnes |
| 06 |           | Huguette Denis       | DVD   | Maire de Roinvilliers                                      |
| 07 |           | François Durovray    | LR    | Président du conseil départemental                         |

### «L'Essonne qui se bat!» (Divers gauche)
| N° | Candidats | Candidats           | Parti | Principale fonction                                                                 |
| -- | --------- | ------------------- | ----- | ----------------------------------------------------------------------------------- |
| 01 |           | Olivier Léonhardt   | PS    | Président de la CA Cœur d'Essonne agglomération, maire de Sainte-Geneviève-des-Bois |
| 02 |           | Daphné Ract-Madoux  | MoDem | Conseillère municipale de Yerres                                                    |
| 03 |           | Francis Chouat      | PS    | Président de la CA Grand Paris Sud Seine-Essonne-Sénart, maire d'Évry               |
| 04 |           | Sophie Dequeker     | DVG   | Adjointe au maire de Villiers-le-Bâcle                                              |
| 05 |           | Grégory Courtas     | EÉLV  | Maire de Pussay                                                                     |
| 06 |           | Emmanuelle Ducloyer | DVG   | Conseillère municipale de Longjumeau                                                |
| 07 |           | Michel Berson       | PS    | Sénateur sortant                                                                    |

Le Mouvement démocrate soutient cette liste.

### L'Essonne en marche! (La République en marche!)
| N° | Candidats | Candidats                 | Parti | Principale fonction                         |
| -- | --------- | ------------------------- | ----- | ------------------------------------------- |
| 01 |           | Anne Pelletier-Le Barbier | LREM  | Maire de Bièvres                            |
| 02 |           | Pascal Fournier           | LREM  | Ancien maire d'Arpajon                      |
| 03 |           | Laurence Benedetti        | LREM  | Médecin                                     |
| 04 |           | Pierre Costi              | LREM  | Adjoint au maire de Palaiseau               |
| 05 |           | Virginie Buisson          | LREM  | Pharmacienne                                |
| 06 |           | Jérôme Desnoue            | LREM  | Maire de Champmotteux                       |
| 07 |           | Christelle Pouliquen      | LREM  | Conseillère municipale de Longpont-sur-Orge |

### L'Écologie pour des territoires durables (Europe Écologie Les Verts)
| N° | Candidats | Candidats           | Parti | Principale fonction                       |
| -- | --------- | ------------------- | ----- | ----------------------------------------- |
| 01 |           | Fadila Chourfi      | EELV  | Conseillère municipale à Corbeil-Essonnes |
| 02 |           | Patrick Polverelli  | EELV  |                                           |
| 03 |           | Marie-Pierre Digard | EELV  | Adjointe au maire d'Orsay                 |
| 04 |           | Jacques Picard      | EELV  |                                           |
| 05 |           | Claire Pinto        | EELV  |                                           |
| 06 |           | Jean-Marc Defremont | EELV  | Conseiller municipal de Savigny-sur-Orge  |
| 07 |           | Anne Launay         | EELV  | Conseillère départementale                |

### L'Essonne avant tout (Parti socialiste)
| N° | Candidats | Candidats           | Parti | Principale fonction                                                  |
| -- | --------- | ------------------- | ----- | -------------------------------------------------------------------- |
| 01 |           | Carlos Da Silva     | PS    | Conseiller régional                                                  |
| 02 |           | Rafika Rezgui       | PS    | Conseillère départementale, conseillère municipale de Chilly-Mazarin |
| 03 |           | Olivier Thomas      | PS    | Conseiller régional, maire de Marcoussis                             |
| 04 |           | Maryvonne Boquet    | PS    | Maire de Dourdan                                                     |
| 05 |           | Romain Colas        | PS    | Maire de Boussy-Saint-Antoine, ancien député                         |
| 06 |           | Claire-Lise Campion | PS    | Sénatrice sortante                                                   |
| 07 |           | Michel Pouzol       | PS    | Ancien député                                                        |

### Défendre ceux qui font l'Essonne (Divers)
| N° | Candidats | Candidats         | Parti | Principale fonction                                                                                         |
| -- | --------- | ----------------- | ----- | --- |
| 01 |           | Caroline Parâtre  | LR    | Vice-présidente du conseil départemental, conseillère municipale de La Ferté-Alais                          |
| 02 |           | Alexandre Touzet  | LR    | Vice-président du conseil départemental, vice-président de la CC Entre Juine et Renarde, maire de Saint-Yon |
| 03 |           | Ghislaine Thuaud  | DVD   | Conseillère municipale à Épinay-sous-Sénart                                                                 |
| 04 |           | Arnaud Barroux    | LR    | Conseiller municipal à Bondoufle                                                                            |
| 05 |           | Michèle Descamps  | DVD   | Adjointe au maire des Ulis                                                                                  |
| 06 |           | Jean-Marc Jubault | DVD   | Vice-président de la CC de l'Orée de la Brie, maire de Varennes-Jarcy                                       |
| 07 |           | Dominique Chemit  | DVD   | Adjointe au maire de Mauchamps                                                                              |

### Pour nous c'est simple, c'est la gauche rassemblée (Divers gauche)
| N° | Candidats | Candidats            | Parti | Principale fonction                                    |
| -- | --------- | -------------------- | ----- | ------------------------------------------------------ |
| 01 |           | Bernard Vera         | PCF   | Ancien sénateur, ancien maire de Briis-sous-Forges     |
| 02 |           | Hella Kribi-Romdhane | PS    | Conseillère régionale, conseillère municipale de Massy |
| 03 |           | Philippe Autrive     | DVG   | Conseiller municipal de La Ferté-Alais                 |
| 04 |           | Marjolaine Rauze     | PCF   | Maire de Morsang-sur-Orge                              |
| 05 |           | Christophe Joseph    | MRC   | Conseiller municipal de Montgeron                      |
| 06 |           | Annick Le Poul       | PCF   | Conseillère municipale des Ulis                        |
| 07 |           | Pascal Gremez        | DVG   | Conseiller municipal de Pussay                         |

## Résultats
| Tête de liste                                                      | Tête de liste                  | Liste                                | Voix  | %     | Élus |
| ------------------------------------------------------------------ | ------------------------------ | ------------------------------------ | ----- | ----- | ---- |
|                                                                    | Vincent Delahaye               | Union des démocrates et indépendants | 728   | 30,51 | 2    |
| Libres et indépendants pour l'Essonne                              |                                |                                      | 728   | 30,51 | 2    |
|                                                                    | Jean-Raymond Hugonet           | Les Républicains                     | 494   | 20,70 | 2    |
| Engagés pour l'Essonne                                             |                                |                                      | 494   | 20,70 | 2    |
|                                                                    | Olivier Léonhardt              | Divers gauche (PS - MoDem - EELV)    | 272   | 11,40 | 1    |
| L'Essonne qui se bat !                                             |                                |                                      | 272   | 11,40 | 1    |
| Bernard Vera                                                       | Divers gauche (PCF - PS - MRC) | 213                                  | 8,93  | 0     |      |
| Pour nous c'est simple, c'est la gauche rassemblée                 |                                | 213                                  | 8,93  | 0     |      |
|                                                                    | Anne Pelletier-Le Barbier      | La République en marche              | 191   | 8,08  | 0    |
| L'Essonne en marche !                                              |                                |                                      | 191   | 8,08  | 0    |
|                                                                    | Carlos Da Silva                | Parti socialiste                     | 185   | 7,75  | 0    |
| L'Essonne avant tout                                               |                                |                                      | 185   | 7,75  | 0    |
|                                                                    | Caroline Parâtre               | Divers droite (LR)                   | 130   | 5,45  | 0    |
| Défendre ceux qui font l'Essonne                                   |                                |                                      | 130   | 5,45  | 0    |
|                                                                    | François Hélie                 | Front national                       | 82    | 3,44  | 0    |
| Bleu marine pour la défense de nos communes et de nos départements |                                |                                      | 82    | 3,44  | 0    |
|                                                                    | Fadila Chourfi                 | Écologiste (EELV)                    | 50    | 2,10  | 0    |
| L'Écologie pour des territoires durables                           |                                |                                      | 50    | 2,10  | 0    |
|                                                                    | Geneviève Colot                | Divers droite (LR)                   | 41    | 1,72  | 0    |
| L'Essonne au cœur                                                  |                                |                                      | 41    | 1,72  | 0    |
|                                                                    |                                |                                      |       |       |      |
| Suffrages exprimés                                                 | Suffrages exprimés             | Suffrages exprimés                   | 2 386 | 97,91 |      |
| Votes blancs                                                       | Votes blancs                   | Votes blancs                         | 34    | 1,40  |      |
| Votes nuls                                                         | Votes nuls                     | Votes nuls                           | 17    | 0,70  |      |
| Total                                                              | Total                          | Total                                | 2 437 | 100   | 5    |
| Abstention                                                         | Abstention                     | Abstention                           | 103   | 4,06  |      |
| Inscrits / participation                                           | Inscrits / participation       | Inscrits / participation             | 2 540 | 95,94 |      |

### Sénateurs élus
| Sénateur | Sénateur             | Parti |
| -------- | -------------------- | ----- |
|          | Olivier Léonhardt    | PS    |
|          | Vincent Delahaye     | UDI   |
|          | Jocelyne Guidez      | UDI   |
|          | Laure Darcos         | LR    |
|          | Jean-Raymond Hugonet | LR    |